# 愛と太陽
『愛と太陽』（あいとたいよう）は、植村花菜3枚目のアルバム。 2007年11月7日にキングレコードから発売。

## 概要
前2枚のアルバムは2年連続、植村の誕生日である1月4日リリースであったが本作は11月。
DVD同梱。内容は「あなたのその笑顔はいいヒントになる」のMVとMV MAKING VIDEO。
ジャケット写真は静岡県伊豆で撮影。本番の前に撮ったポラロイドの写真がよいということで採用された。アルバムタイトル案は当初『陽差しの中』であった。

## 収録曲
| 1．太陽さえ孤独                       | 作詞：森若香織／作曲：植村花菜                |
| 2．あなたのその笑顔はいいヒントになる | 作詞：いしわたり淳治／作曲：植村花菜          |
| 3．Only You                           | 日本語詞：森若香織／作曲：サンディ・トム      |
| 4．孤独なソルジャー                   | 作詞：植村花菜／作曲：植村花菜                |
| 5．太陽                               | 作詞：小林建樹／作曲：小林建樹                |
| 6．ラスト・ランゲージ                 | 作詞：森若香織／作曲：植村花菜                |
| 7．最後のKiss                         | 作詞：植村花菜／作曲：植村花菜                |
| 8．タペストリー                       | 作詞：jam／作曲：植村花菜                     |
| 9．Welcome back home                  | 作詞：松岡モトキ・関 佳代子／作曲：松岡モトキ |
| 10．もっともっと                      | 作詞：植村花菜／作曲：植村花菜                |
| 11．この手のひらで                    | 作詞：jam／作曲：植村花菜                     |
| 12．すばらしい日々                    | 作詞：植村花菜／作曲：植村花菜                |